# Sukhoi Su-11
Sukhoi Su-11 (tên ký hiệu của NATO 'Fishpot-C') là một máy bay tiêm kích đánh chặn được phòng thiết kế Sukhoi thiết kế chế tạo và được Liên Xô sử dụng vào những năm 1960.

## Thiết kế và phát triển
Su-11 là một phiên bản nâng cấp của máy bay tiêm kích đánh chặn Sukhoi Su-9 ('Fishpot'), nó được phát triển song song cùng với loại máy bay tiêm kích-bom cánh cụp Su-7 tại phòng thiết kế Sukhoi. Nhận thấy Su-9 có những hạn chế cơ bản, Sukhoi bắt đầu làm việc với Su-11, nó bay lần đầu tiên vào năm 1961 với nguyên mẫu T-47.
Su-11 có cùng loại cánh tam giác với Su-9, cánh đuôi là loại cánh xuôi sau và thân có dạng điếu xì gà, đầu mũi cũng có hình dạng tròn, nhưng nó có mũi dài hơn để lắp bộ radar mạnh hơn 'Oryol' (Eagle - Đại bàng;tên ký hiệu của NATO 'Skip Spin'). Một động cơ mạnh hơn loại Lyulka AL-7F-1 cung cấp thêm công suất 9.8 kN (2.210 lbf) khi đốt nhiên liệu lần hai để cải thiện tốc độ lên cao và hiệu suất bay trên cao (và để bù cho sự tăng thêm trọng lượng). Su-11 có thể được phân biệt với Su-9 bởi những ống nhiên liệu bên ngoài ở trên đỉnh thân máy bay, và ở cuối buồng lái.
Su-9 được trang bị tên lửa điều khiển K-5 điều khiển bằng tín hiệu radia, nhưng sau đó đã được thay thế bởi 2 tên lửa R-98 (AA-3 'Anab'), thông thường là một tên lửa R-98MR dẫn đường bằng radar bán chủ động và 1 tên lửa R-98MT dẫn đường bằng tia hồng ngoại. Cũng như nhiều máy bay đánh chặn thời đó, nó không được trang bị pháo. Thậm chí với radar cao cấp, Su-11 vẫn hoàn toàn phụ thuộc vào hệ thống điều khiển đánh chặn mặt đất (GCI) hướng dẫn phi công đến mục tiêu. Nó không có khả năng chống lại máy bay bay thấp và OKB Sukhoi đã tính toán để Su-11 ngừng hoạt động và sau đó thay thế Su-11 bằng Su-15 ('Flagon') hiện đại hơn. Tuy vậy vẫn có vài chiếc còn tiếp tục hoạt động cho đến đầu thập niên 1980 mới ngừng hoạt động. Những chiếc Su-11 cuối cùng rút khỏi các đơn vị vào năm 1983. Cũng như loại Sukhoi Su-9, Su-11 không được xuất khẩu cho các quốc gia đồng minh của Liên Xô.
Việc sản xuất Su-11-8M bắt đầu vào năm 1962, nhưng những vấn đề phát triển và tai nạn đã làm chậm thời gian trang bị nó cho các phi đội trong không quân Xô Viết (VVS) và quân chủng phòng không Xô Viết (PVO) đến năm 1964. Việc sản xuất kết thúc vào năm 1965, sau khi có khoảng 108 máy bay đã được phân phát đến các đơn vị, dù người ta tin rằng một số Su-9 đã được nâng cấp thành tiêu chuẩn Su-11.
OKB Sukhoi cho rằng Su-11 không là một kết quả tốt, tuy vậy vài mẫu cũng trong tình trạng hoạt động cho đến đầu những năm 1980. Cuối cùng Su-11 rút lui vào năm 1983.
Một phiên bản huấn luyện chuyển đổi, Su-11U 'Maiden', cũng được phát triển. Tương tự như Su-9U, nó được trang bị đầy đủ vũ khí và radar để huấn luyện cho các bài tập. Nó không được có khả năng sử dụng trong các trận chiến.

## Quốc gia sử dụng
Liên Xô
- Quân chủng Phòng không Xô viết
- Không quân Xô viết

## Thông số kỹ thuật (Su-11-8M)

### Đặc điểm riêng
- Phi đoàn: 1
- Chiều dài: 18.29 m (60 ft 0 in)
- Sải cánh: 8.43 m (27 ft 8 in)
- Chiều cao: 4.88 m (16 ft 0 in)
- Diện tích cánh: 34 m² (366 ft²)
- Trọng lượng rỗng: 9.000 kg (20.000 lb)
- Trọng lượng cất cánh: 13.600 kg (30.000 lb)
- Trọng lượng cất cánh tối đa:
- Động cơ: 1× Lyulka AL-7F-1, 96 kN (21.164 lbf)

### Hiệu suất bay
- Vận tốc cực đại: Mach 1.8, 1.980 km/h (1.194 mph) trên 11.000 m (36.000 ft)
- Tầm bay:
  - Chiến đấu: 500 km (312 mi)
  - Tuần tiễu: 1.125 km (703 mi)
- Trần bay: 17.000 m (55.760 ft)
- Vận tốc lên cao: 136.7 m/s (27.000 ft/min)
- Lực nâng của cánh: 400 kg/m² (82 lb/ft²)
- Lực đẩy/trọng lượng: 0.71

### Vũ khí
- 2x tên lửa không đối không R-98 (AA-3 'Anab')

## Nội dung liên quan

### Máy bay có cùng sự phát triển
- Sukhoi Su-7
- Sukhoi Su-9